# 910型綜合試驗艦
910型綜合試驗艦是中國人民解放軍海軍使用的一型綜合性武器與裝備試驗艦，屬於第二代水中兵器試驗艦，用於各類水中兵器的測試，包括魚雷、水雷、反潛武器與聲納系統等。該型艦亦可用於海洋測量及無人水下載具的測試任務。其配置與功能也出現在2024年美國海軍情報辦公室發布的中國海軍艦艇識別海報中。

## 發展概況
910型試驗艦是在前型909/909A型基礎上發展的新一代艦艇，具備更高的排水量與更大的試驗空間，滿載排水量約6,080噸。艦上配備大型吊機、試驗設備安裝區與浮動平台支援設施，可支援多種任務與設備安裝需求，設計上強調多用途與模組化能力，專門用於進行水下兵器、水聲裝備與各式水面／水下系統的海試作業。另據軍事分析指出，該型艦是解放軍建立完整水下武器研製體系的重要支柱。

## 服役艦艇
截至2020年代初，已知共有四艘910型試驗艦服役於解放軍海軍，部分艦艇屬新建，部分則改裝自其他測量船：
| 艦名     | 舷號（原/現） | 服役年份 | 備註                                                |
| -------- | ------------- | -------- | --------------------------------------------------- |
| 詹天佑號 | 893 → 853     | 2012年   | 首艘910型艦，由蕪湖造船廠建造                       |
| 李四光號 | 894 → 854     | 2014年   | 第二艘以李四光命名的船艦，636型亦有同名艦，現已退役 |
| 吳運鐸號 | 895 → 855     | 2018年   | 新建艦                                              |
| 黃緯祿號 | 896 → 856     | 2019年   | 最新服役艦                                          |